# Ана Качаревић
Ана Качаревић (15. јул 1984, Кладово) је рукометна репрезентативка Србије. Игра на позицији голмана. Са рукометном репрезентацијом Србије освојила је злато на Медитеранским играма исте године и четврто место на Европском првенству 2012. Члан је Извора - Буковичка Бања. Играла је за Књаз Милош, Зајечар, Јагодину, Наису...